# 钟离侯国
钟离侯国，东汉改钟离县置。建武十七年（公元41年），汉光武帝姨子冯邯为钟离侯，置钟离侯国。治所在今安徽省凤阳县东北临淮镇东李二庄乡小卞庄西，先后属淮南郡、九江郡。三国魏废。